# Nuvole barocche
 (septembre 2024).
Albums de Fabrizio De André
Volume III (Fabrizio De André)
(1968) La buona novella
(1970)
Nuvole barocche (en français : « Nuages baroques ») est le cinquième album du chanteur italien Fabrizio De André paru en 1969 chez Roman Record Company. Il s'agit d'une compilation de nombreux titres sortis sur 45 tours dans les années 1960.

## Titres de l'album
Toutes les chansons sont de Fabrizio De André sauf mention :
| No | Titre                                               | Auteur                                               | Durée |
| -- | --------------------------------------------------- | ---------------------------------------------------- | ----- |
| 1. | Nuvole barocche                                     | De André, Gianni Lario, Carlo Stanisci               | 2:26  |
| 2. | E fu la notte                                       | De André, Franco Franchi, Carlo Stanisci             | 2:03  |
| 3. | Valzer per un amore                                 | Gino Martinuzzi, De André                            | 2:35  |
| 4. | Per i tuoi larghi occhi                             |                                                      | 2:33  |
| 5. | La Canzone dell'Amore Perduto                       |                                                      | 3:40  |
| 6. | Carlo Martello ritorna dalla battaglia di Poitiers, | De André, Paolo Villaggio                            | 5:19  |
| 7. | Il fannullone                                       | De André, Paolo Villaggio                            | 3:37  |
| 8. | Geordie (traditionnel)                              |                                                      | 2:04  |
| 9. | Delitto di paese                                    | Georges Brassens, L'Assassinat, traduit par De André | 3:52  |